# Lancer du javelot masculin aux Jeux olympiques d'été de 2008
Navigation
Athènes 2004 Londres 2012
Le concours du lancer du javelot masculin aux Jeux olympiques de 2008 a eu lieu le 21 août 2008 pour les qualifications, la finale se déroule le 23 août 2008 dans le Stade national de Pékin.
Les limites de qualifications étaient de 81,80 m pour la limite A et de 76,80 m pour la limite B.

## Records
Avant cette compétition, les records dans cette discipline étaient les suivants :
| Record du monde  | 98,48 m | Jan Železný | Tchéquie | 25 mai 1996       | Iéna   |
| Record olympique | 90,17 m | Jan Železný | Tchéquie | 23 septembre 2000 | Sydney |

## Médaillés
| Or                  | Argent        | Bronze         |
| Andreas Thorkildsen | Ainars Kovals | Tero Pitkämäki |

## Résultats

### Finale (23 août)
| Rang               | Athlète             | Pays        | Essais | Essais | Essais | Essais | Essais | Essais | Marque | Notes |
| Rang               | Athlète             | Pays        | 1      | 2      | 3      | 4      | 5      | 6      | Marque | Notes |
| ------------------ | ------------------- | ----------- | ------ | ------ | ------ | ------ | ------ | ------ | ------ | ----- |
| Médaille d'or      | Andreas Thorkildsen | Norvège     | 84.72  | 85.91  | 87.93  | 85.13  | 90.57  | x      | 90.57  | OR    |
| Médaille d'argent  | Ainārs Kovals       | Lettonie    | 79.45  | 82.63  | 82.28  | 78.98  | 80.65  | 86.64  | 86.64  | PB    |
| Médaille de bronze | Tero Pitkämäki      | Finlande    | 83.75  | x      | 80.69  | 85.83  | x      | 86.16  | 86.16  |       |
| 4                  | Tero Järvenpää      | Finlande    | 83.95  | x      | x      | x      | x      | 83.63  | 83.95  |       |
| 5                  | Teemu Wirkkala      | Finlande    | –      | 73.90  | 83.46  | x      | x      | 78.23  | 83.46  |       |
| 6                  | Jarrod Bannister    | Australie   | 83.45  | 80.59  | 82.20  | x      | x      | x      | 83.45  |       |
| 7                  | Ilya Korotkov       | Russie      | 82.54  | x      | 76.84  | 82.15  | x      | 83.15  | 83.15  |       |
| 8                  | Uladzimir Kazlou    | Biélorussie | 82.06  | 77.57  | 74.09  | x      | x      | 75.36  | 82.06  | PB    |
| 9                  | Vadims Vasiļevskis  | Lettonie    | 76.75  | x      | 81.32  |        |        |        | 81.32  |       |
| 10                 | Scott Russell       | Canada      | 80.90  | 78.02  | x      |        |        |        | 80.90  |       |
| 11                 | Magnus Arvidsson    | Suède       | 79.85  | 79.57  | 80.16  |        |        |        | 80.16  |       |
| 12                 | Vítězslav Veselý    | Tchéquie    | x      | x      | 76.76  |        |        |        | 76.76  |       |

### Qualifications (21 août)
38 lanceurs étaient inscrits à ce concours, deux groupes de qualifications ont été formés. La limite de qualifications était fixée à 82,50 m ou au minimum les 12 meilleurs lanceurs.
| Rang | Pays           | Athlète                | Distance      | Essais | Essais | Essais |
| ---- | -------------- | ---------------------- | ------------- | ------ | ------ | ------ |
| 1    | Canada         | Scott Russell          | 80,42 m q     | 80,42  | -      | -      |
| 2    | Lettonie       | Ainars Kovals          | 80,15 m q     | -      | -      | 80,15  |
| 3    | Biélorussie    | Uladzimir Kazlou       | 80,06 m q     | 77,07  | 80,06  | 78,41  |
| 4    | Finlande       | Teemu Wirkkala         | 79,79 m q     | 79,79  | 78,89  | 75,81  |
| 5    | Australie      | Jarrod Bannister       | 79,79 m q     | 79,79  | -      | 77,4   |
| 6    | Suède          | Magnus Arvidsson       | 79,70 m q     | 79,70  | 75,35  | 76,07  |
| 7    | Lettonie       | Eriks Rags             | 79,33 m       | 79,33  | -      | 77,97  |
| 8    | Japon          | Yukifumi Murakami      | 78,21 m       | -      | 78,21  | 76,29  |
| 9    | Pologne        | Igor Janik             | 77,63 m       | 71,43  | 67,59  | 77,63  |
| 10   | Corée du Sud   | Jae-Myong Park         | 76,63 m       | 76,63  | 75,61  | 74,25  |
| 11   | Afrique du Sud | John Robert Oosthuizen | 76,16 m       | -      | 74,55  | 76,16  |
| 12   | États-Unis     | Breaux Greer           | 73,68 m (SB)  | 73,68  | -      | -      |
| 13   | Chili          | Ignacio Guerra         | 73,03 m       | 71,07  | 71,35  | 73,03  |
| 14   | Russie         | Sergey Makarov         | 72,47 m       | -      | -      | 72,47  |
| 15   | Cuba           | Anier Boué             | 71,85 m       | 71,29  | 71,85  | -      |
| 16   | Paraguay       | Víctor Fatecha         | 71,58 m       | 70,59  | 71,58  | 68,79  |
| 17   | Allemagne      | Stephan Steding        | 70,05 m       | -      | 70,05  | -      |
| 18   | Ouzbékistan    | Bobur Shokirjonov      | 69,54 m       | 69,54  | 66,29  | 68,29  |
|      | Hongrie        | Csongor Olteán         | aucune marque | -      | -      | -      |

| Rang | Pays             | Athlète                  | Distance       | Essais | Essais | Essais |
| ---- | ---------------- | ------------------------ | -------------- | ------ | ------ | ------ |
| 1    | Lettonie         | Vadims Vasilevskis       | 83,51 m Q      | 83,51  | -      | -      |
| 2    | Russie           | Ilya Korotkov            | 83,33 m Q      | 79,13  | 83,33  | -      |
| 3    | Finlande         | Tero Pitkämäki           | 82,61 m Q      | -      | 82,61  | -      |
| 4    | Finlande         | Tero Järvenpää           | 82,34 m q      | 77,76  | 82,34  | -      |
| 5    | Tchéquie         | Vítězslav Veselý         | 81,20 m q (PB) | -      | 78,93  | 81,20  |
| 6    | Norvège          | Andreas Thorkildsen      | 79,85 m q      | 79,85  | -      | -      |
| 7    | Russie           | Aleksandr Ivanov         | 79,27 m        | 75,73  | 73,89  | 79,27  |
| 8    | États-Unis       | Leigh Smith              | 76,55 m        | -      | 74,18  | 76,55  |
| 9    | Nouvelle-Zélande | Stuart Farquhar          | 76,14 m        | 76,14  | 75,51  | 73,87  |
| 10   | Estonie          | Mihkel Kukk              | 75,56 m        | 63,42  | 70,55  | 75,56  |
| 11   | Chine            | Qi Chen                  | 73,50 m        | 73,50  | -      | -      |
| 12   | États-Unis       | Mike Hazle               | 72,75 m        | -      | 72,75  | 71,69  |
| 13   | Grèce            | Ioánnis-Yeóryios Smaliós | 71,87 m        | -      | 71,87  | 67,39  |
| 14   | Ukraine          | Roman Avramenko          | 71,64 m        | 71,64  | 70,68  | 71,10  |
| 15   | Slovénie         | Matija Kranjc            | 71,00 m        | 71,00  | -      | -      |
| 16   | Argentine        | Pablo Pietrobelli        | 69,09 m        | 58,04  | 66,95  | 69,09  |
| 17   | Allemagne        | Alexander Vieweg         | 67,49 m        | 67,49  | 66,37  | 67,39  |
| 18   | Bulgarie         | Kolyo Neshev             | 66,00 m        | 66,00  | -      | -      |
| 19   | Arménie          | Melik Janoyan            | 64,47 m        | -      | -      | 64,47  |

## Légende
Records et Performances
- AR : Record continental (area record)
- CR : Record des championnats (championship record)
- MR : Record du meeting (meet record)
- NR : Record national (national record)
- OR : Record olympique (olympic record)
- PR : Record paralympique (paralympic record)
- PB : Record personnel (personal best)
- SB : Meilleure performance personnelle de la saison (season's best)
- WL : Meilleure performance mondiale de l'année (world leader)
- WJR : Record du monde junior (world junior record)
- WR : Record du monde (world record)

Circonstances et Conditions
- DNF : N'a pas terminé (did not finish)
- DNS : N'a pas pris le départ (did not start)
- DQ : Disqualification (disqualification)
- NM : Aucun essai valable enregistré (No Mark)
- Q : Qualifié « directement » au prochain tour (ou à la prochaine compétition), lors d'une compétition majeure, grâce au classement ou à la réalisation des minima (automatic qualifier)
- q : Qualifié au prochain tour (ou à la prochaine compétition), lors d'une compétition majeure, grâce au repêchage ou à la réalisation de l'une des meilleures performances parmi celles des « non qualifiés directement » (grâce au meilleur temps ou à la meilleure distance par exemple) (secondary qualifier)